# Glossotrophia dannehli
Glossotrophia dannehli là một loài bướm đêm trong họ Geometridae.